# Zygmunt Padlewski

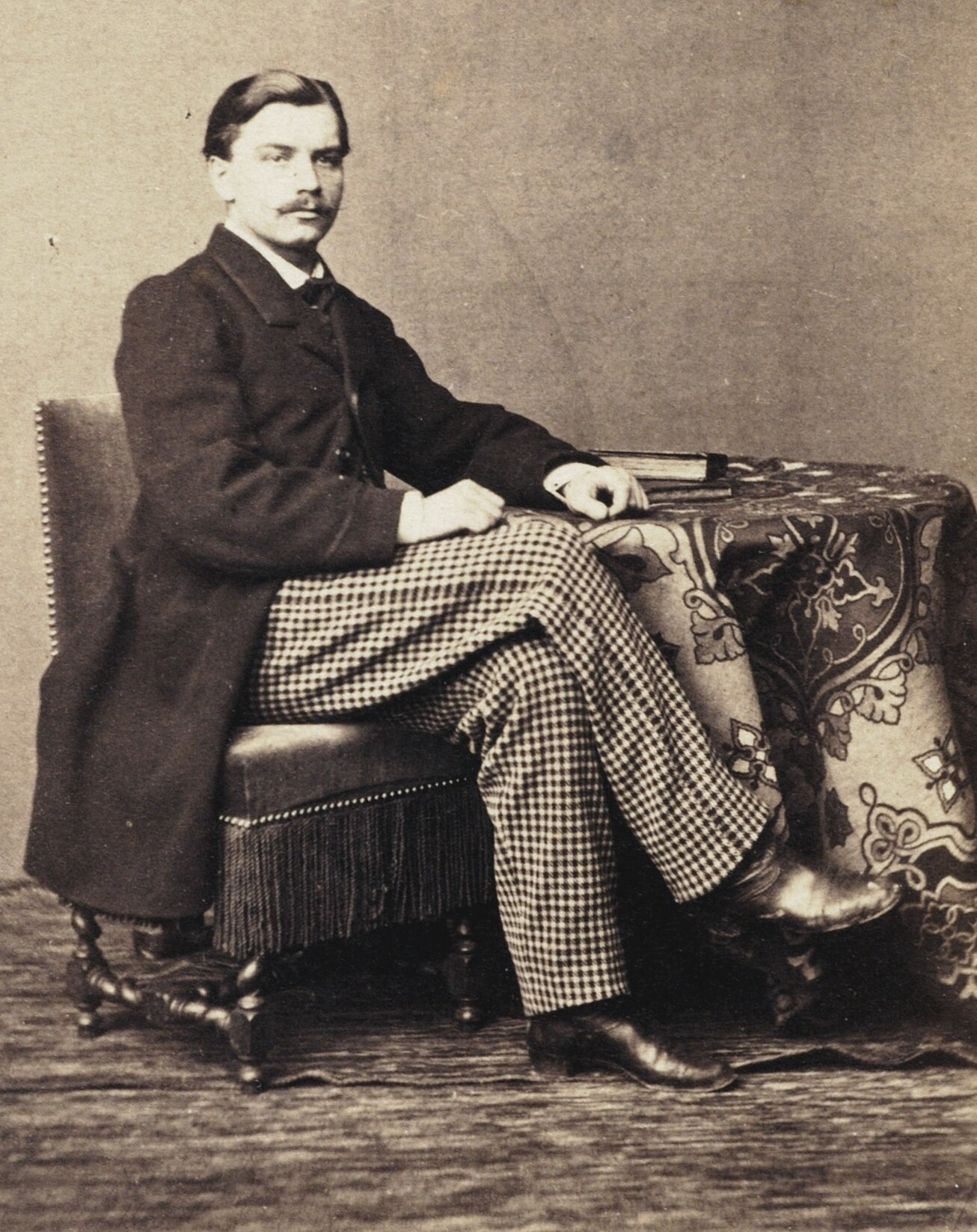
Zygmund Padlewski

Zygmunt Padlewski (* 1. Januar 1836; † 15. Mai 1863 in Płock) war einer der Führer des polnischen Januaraufstandes von 1863.

## Leben
Zwischen 1859 und 1861 diente er als Offizier, zuletzt im Range eines Hauptmanns, im russischen Heer. Er war einer der polnischen Offiziere, die sich an der Verschwörung um Zygmunt Sierakowski beteiligten. Er ging daraufhin in den Westen, um von dort aus mit anderen den Januaraufstand vorzubereiten. Seit August 1862 gehörte er dem geheimen polnischen Untergrundkomitee an, wurde Direktor der Militärabteilung und war im Geheimen Kommandant von Warschau. Er gehörte zum sogenannten roten Flügel der Verschwörer und plädierte für ein rasches Losschlagen. Der Hintergrund war, dass der zarenhörige Regierungschef Aleksander Wielopolski plante, 12.000 junge Männer, die verdächtigt wurden, die polnische Unabhängigkeitsbewegung zu unterstützen, zum Militär einzuberufen. Am 22. Januar 1863 erklärte sich das Untergrundkomitee zur provisorischen polnischen Nationalregierung. Diese erklärte Russland den Krieg. Nach dem Beginn des Aufstandes war Padlewski Führer der Rebellen in der Gegend um Płock. Von einer russischen Kosakentruppe gefangen genommen, wurde Padlewski zum Tode verurteilt und hingerichtet.